# Збірна Країни Басків з хокею із шайбою
Збірна Країни Басків з хокею із шайбою  — представляє Країну Басків на міжнародних матчах з хокею. Управляється і контролюється місцевою федерацією зимових видів спорту Країни Басків. 

## Історія
Збірна Країни Басків з хокею із шайбою провела свою першу гру 27 грудня 2008 року, у товариському матчі проти збірної Каталонії (Віторія-Гастейс), матч закінчився поразкою Країни Басків 3:5. Наступного року обидві збірні провели другий матч між собою, вже у Каталонії у місті Пучсарда, збірна Країни Басків взяла реванш 9:1.
Горка Ечебаррія є лідером збірної провівши два матчі та набравши шість очок.

## Статистика зустрічей
Станом на 26 грудня 2009 року.
| Збірна    | І | В | Н | П | Ш      |
| --------- | - | - | - | - | ------ |
| Каталонія | 2 | 1 | 0 | 1 | 12 : 6 |